# 万箭穿心 (1971年电影)
《万箭穿心》（英語：The Oath of Death）是1971年上映的一部香港電影，由鲍学礼执导、靳蜀美编剧，田丰等領銜主演。该电影主要讲述一个三个结义兄弟的故事。

## 劇情簡介
元朝时期，有三个结义兄弟经常做劫富济贫的事情，不过在这之后，元朝官员决定招安这三个人。
而后，这三个人中的大哥决定归顺元朝，并接着官职为虎作伥，不仅如此，他还为了官途顺利，还开始对自己的结义兄弟动手，以及和二弟的妻子有染，并在之后设计杀死了二弟。
在这之后，三弟设计除掉了大哥，为二哥报仇。

## 演员
- 罗烈
- 汪萍
- 田丰
- 黄培基
- 徐虾
- 金琪珠
- 李笑丛
- 金刚
- 伍元勳
- 徐发
- 戚毅雄
- 凌玲
- 姜南
- 张佩山
- 杨斯
- 卢苇
- 罗汉
- 沈劳
- 韦弘
- 李允中
- 西瓜刨
- 詹森

## 備註
1. ↑  张骏祥, 程季华. . 1995年.
2. ↑  梁良. . 1984.
3. ↑  王美齡. . 2008年.
4. ↑  . 2003年.
5. ↑  張徹. . 2002年.

## 相關連結
- 互联网电影数据库（IMDb）上《万箭穿心》的资料（英文）
- 豆瓣电影上《万箭穿心》的資料 （简体中文）
- 香港影庫上《万箭穿心》的資料（繁體中文）
- 爛番茄上《万箭穿心》的資料（英文）